# Велика награда Абу Дабија
Велика награда Абу Дабија (арап. سباق جائزة أبوظبي الكبرى) је догађај Формуле 1. Најављена је почетком 2007. на Ф1 фестивалу у Абу Дабију у Уједињеним Арапским Емиратима. Прва трка одржана је 1. новембра 2009. на стази Јас Марина коју је пројектовао Херман Тилке.
ФИА је 25. јуна 2008. објавила привремени календар Формуле 1 за 2009. укључујући Велику награду Абу Дабија као 19. и последњу трку сезоне 15. новембра. Међутим, 5. новембра 2008. објављено је да ће трка бити одржана као финале сезоне 1. новембра, две недеље пре првобитно планираног датума, као 17. и последња трка. Догађај се од тада одржава сваке године, а требало би да се одржи на стази Јас Марина најмање до 2030.
Инагурална трка била је прва трка Формуле 1 дан-ноћ, са почетком у 17:00 по локалном времену. Рефлектори који се користе за осветљавање стазе укључени су од почетка трке како би се обезбедио несметан прелазак из дневне светлости у мрак . Наредне ВН Абу Дабија такође су биле трке дан-ноћ.

## Победници
| Година | Возач            | Конструктор   | Локација   |
| ------ | ---------------- | ------------- | ---------- |
| 2021   | Макс Верстапен   | Ред Бул Хонда | Јас Марина |
| 2020   | Макс Верстапен   | Ред Бул Хонда | Јас Марина |
| 2019   | Луис Хамилтон    | Мерцедес      | Јас Марина |
| 2018   | Луис Хамилтон    | Мерцедес      | Јас Марина |
| 2017   | Валтери Ботас    | Мерцедес      | Јас Марина |
| 2016   | Луис Хамилтон    | Мерцедес      | Јас Марина |
| 2015   | Нико Розберг     | Мерцедес      | Јас Марина |
| 2014   | Луис Хамилтон    | Мерцедес      | Јас Марина |
| 2013   | Себастијан Фетел | Ред Бул Рено  | Јас Марина |
| 2012   | Кими Рејкенен    | Лотус Ф1      | Јас Марина |
| 2011   | Луис Хамилтон    | Макларен      | Јас Марина |
| 2010   | Себастијан Фетел | Ред Бул Рено  | Јас Марина |
| 2009   | Себастијан Фетел | Ред Бул Рено  | Јас Марина |